# كوينوس بن كارانوس
كوينوس بن كارانوس (باليونانية القديمة:Κοινός) كان الملك الثاني لمملكة مقدونيا القديمة خلف والده كارانوس بن تيمينوس على عرش مقدونيا دام حكمه 12 عاما وذلك بحسب قائمة السلالات الملكية الحاكمة في الفترة ما بين 777 أو 6 ق.م. لغاية 765 أو 4 ق.م. بينما يرى ديودورس الصقيلي بأنه حكم لمدة 28 عاما وفي زمنه قامت دورة الألعاب الأولمبية الأولى للدولة القديمة خلفه على العرش الملك تيريماس المقدوني